# Jacques de Vassan

Blason des Vassan

Jacques de Vassan (vers 1580 – Morsang-sur-Orge, 8 septembre 1636), est un écuyer français, seigneur de Morsang-sur-Orge, Mutigny, Villiers, La Thuilerie, Villers-aux-Corneilles, et de Rizaucourt.
Il fut conseiller d'État et commissaire général des vivres, munitions et magasins de France.
Il fit partie des cinq premiers financiers et officiers d'État, à lotir l'actuel quai Malaquais.

## Biographie
Jacques de Vassan est le fils de Zacharie de Vassan, seigneur de Mutigny, et de Marguerite de La Vesve. Il est le descendant d’une famille connue dès le XIIe siècle installée dans le Soissonais depuis deux siècles.
Le 10 février 1608, à Morsang-sur-Orge, il se marie avec Madeleine Langault. Puis, devenu veuf, il épouse Madeleine Bailly, le 14 février 1621 à Morsang-sur-Orge. Elle est la fille de Chrestienne Leclerc du Vivier.
Jacques de Vassan est seigneur de Morsang-sur-Orge, Mutigny, Villiers, La Thuilerie, Villers-aux-Corneilles, et de Rizaucourt. Il est maître ordinaire de l'hôtel du roi, conseiller du roi, capitaine des levrettes de la chambre du roi. Il devient ensuite commissaire général des vivres, munitions et magasins de France.
Il fait fortune dans les fournitures de vivres aux armées. Il se lance dans l'immobilier, rachète et revend plusieurs hôtels à Paris, ainsi que des terrains. En 1632, il acquiert une charge de trésorier des parties casuelles et deniers extraordinaires.
Dans le cadre de la vente du domaine de la Reine Marguerite, après 1615, quai Malaquais à Paris, il fait partie d'un consortium de cinq financiers comprenant Jacques de Garsanlan, « maître ordinaire de la chambre aux deniers », Jacques Potier, « conseiller et contrôleur des bois d'Île-de-France », Louis Le Barbier, « secrétaire du Roi et maître d'hôtel de Sa Majesté », Joachim de Sandras, « commissaire de l'artillerie ». À ce premier groupe se sont ajoutés Guillaume Moynerie, « secrétaire ordinaire de la Chambre du Roi » et Étienne Bryois, « secrétaire du Roi ». Dès la vente de 1622 se sont ajoutés Jean Hillerin, « maître d'hôtel du Roi » et Jacques de Hillerin, « conseiller clerc en la Grand'Chambre du Parlement ». Après la vente de 1622, des parcelles sont revendues rapidement à des tiers, tels Macé I Bertrand de La Bazinière, laquais puis « trésorier de l'épargne », et Louis de Falconi, « maître des comptes ».
Un terrain au 23 Grande Rue, à Richelieu, lui est donné par le cardinal de Richelieu, le 12 novembre 1633. Un hôtel y est construit après 1635 suivant les plans de l'architecte Jacques Lemercier. Il ne voit pas la fin des travaux. 
Jacques de Vassan meurt le 2 septembre 1636, laissant une veuve et six enfants. Avec les années, il s'était fait une réputation de maltôtier, d'affairiste.

## Descendance
De son mariage avec Madeleine Bailly (1602-1671) :
```
                --> Charles de Vassan (1622-1697) 
                  x 1675 Denise Bordier du Raincy (1655-?) 
                    --> Charles II de Vassan (1676-1756) 
                     x 1696 Thérèse Ferrières de Saulveboeuf (1690-1770)
                      --> Marie-Geneviève de Vassan (1725-1795) 
                        x  1743 Victor Riqueti de Mirabeau (1715-1789)
                          --> 
Honoré Gabriel Riqueti de Mirabeau
 (1749-1791)
```